# Calota esférica
Uma calota esférica, em geometria, é a parte de uma esfera cortada por um plano. Se tal plano passa pelo centro da esfera, logicamente, a altura da calota é igual ao raio da esfera, e a calota esférica será uma hemiesfera (semiesfera).

Se o raio da esfera é {\displaystyle r,} o raio da base da calota {\displaystyle a,} e a altura da calota {\displaystyle h,} o volume da calota esférica será:
{\displaystyle {\frac {1}{6}}\pi h(3a^{2}+h^{2})}
Outra expressão para encontrar o volume da calota esférica, em função do raio da esfera e da altura h, é:
{\displaystyle {\frac {1}{3}}\pi h^{2}(3r-h)}
e a área superficial da calota esférica {\displaystyle 2\pi rh.}

## Demonstracão da fórmula do volume da calota
O volume de uma abertura de ângulo sólido subtraído do volume do cone interior a essa abertura representa o volume da calota esférica, logo, tem-se:
Volume da abertura(V1):
Recorde-se que, pela definição de ângulo sólido, o volume de abertura subentendido pelo ângulo sólido é proporcional ao volume da esfera. Ou seja, isso se traduz para:
{\displaystyle V1={\frac {\Omega }{4\pi }}Volume_{esfera}}, onde é sabido que, para este caso, {\displaystyle \Omega ={\frac {A_{calota}}{r^{2}}}}. Por conseguinte, tem-se:
{\displaystyle V1={\frac {Area_{calota}}{Area_{esfera}}}Volume_{esfera}}
{\displaystyle V1={\frac {2\pi rh}{4\pi r^{2}}}{\frac {4}{3}}\pi r^{3}}
{\displaystyle V1={\frac {2}{3}}\pi r^{2}h}
Volume do cone(V2):
{\displaystyle V2={\frac {\pi h}{3}}(2r-h)(r-h)}
Volume da calota esférica:
{\displaystyle V1-V2=V_{calota}={\frac {1}{3}}\pi h^{2}(3r-h)} 